# Embrun (Altos Alpes)
Embrun (en occitano Ambrun) es una comuna y población de Francia, en la región de Provenza-Alpes-Costa Azul, departamento de Altos Alpes, en el distrito de Gap. Es la cabecera y mayor población del cantón de su nombre. 
Su gentilicio francés es Embrunais.

## Demografía
| 3,850 | 4,273 | 4,575 | 5,214 | 5,793 | 6,152 |
| Para los censos de 1962 a 1999 la población legal corresponde a la población sin duplicidades (Fuente: INSEE [Consultar]) |       |       |       |       |       |

Su aglomeración urbana también incluye Baratier, siendo su población conjunta en el censo de 1999 de 6.613 habitantes.

## Personas destacadas
- Désiré-Maurice Ferrary (1852-1904) escultor, nacido en Embrun de origen italiano.